# La propietat és robatori!
"La propietat és un robatori!" (francès: La propriété, c'est le vol!) és un lema encunyat per l'anarquista francès Pierre-Joseph Proudhon al seu llibre de 1840 Què és la propietat? Investigació sobre el principi del dret i del govern.
| «                                           | (anglès) If I were asked to answer the following question: What is slavery? and I should answer in one word, It is murder!, my meaning would be understood at once. No extended argument would be required to show that the power to remove a man's mind, will, and personality, is the power of life and death, and that it makes a man a slave. It is murder. Why, then, to this other question: What is property? may I not likewise answer, It is robbery!, without the certainty of being misunderstood; the second proposition being no other than a transformation of the first? | (català) Si em demanés que respongués a la pregunta següent: Què és l'esclavitud? i jo respondria en una paraula: És un assassinat!, el meu significat s'entendria de seguida. No caldria cap argument extens per demostrar que el poder d'eliminar la ment, la voluntat i la personalitat d'un home és el poder de la vida i la mort, i que fa d'un home un esclau. És un assassinat. Per què, doncs, a aquesta altra pregunta: Què és la propietat?, no puc respondre igualment: És un robatori!, sense la certesa de ser malentès; la segona proposició no és altra que una transformació de la primera? | » |
| — Pierre-Joseph Proudhon, What Is Property? | | |   |

## Visió general
Per "propietat", Proudhon es referia a un concepte de propietat de la terra que es va originar en el dret romà: el dret sobirà de propietat, el dret del propietari a fer amb la seva propietat com vulgui, "a utilitzar i [a] abusar", per tant, sempre que al final se sotmeti a títol sancionat per l'estat. Proudhon contrasta el suposat dret de propietat amb els drets (que considerava vàlids) de llibertat, igualtat i seguretat. Proudhon tenia clar que la seva oposició a la propietat no s'estenia a la possessió exclusiva de la riquesa feta pel treball. Segons George Woodcock,
| « | (anglès) He was denouncing the property of the man who uses it to exploit the labour of others without any effort of his own. For 'possession', the right of a man to effective control over his dwelling and the land and tools he needed to work and live, Proudhon had only approval; in fact he regarded it as a necessary keystone of liberty, and his main criticism of communism was that they wished to destroy it. | (català) Denunciava la propietat de l'home que la utilitza per explotar el treball dels altres sense cap esforç propi. Per a la "possessió", el dret d'un home a un control efectiu sobre la seva habitatge i la terra i les eines que necessitava per treballar i viure, Proudhon només tenia aprovació; de fet, el considerava una clau de volta necessària de la llibertat, i la seva principal crítica al comunisme era que volien destruir-lo. | » |

Més tard, Proudhon va argumentar que la propietat és també llibertat, un necessari "baluard contra el poder sempre invasor de l'Estat" i "l'únic poder que pot actuar com a contrapès a l'Estat". La seva anarquia va romandre "el govern de cadascú per si mateix", la qual cosa significava "que les funcions polítiques s'han reduït a funcions industrials, i que l'ordre social no sorgeix més que de transaccions i intercanvis".
A les Confessions d'un révolutionnaire Proudhon va explicar encara més el seu ús d'aquesta frase:
| « | (anglès) In my first memorandum, in a frontal assault upon the established order, I said things like, Property is theft! The intention was to lodge a protest, to highlight, so to speak, the inanity of our institutions. At the time, that was my sole concern. Also, in the memorandum in which I demonstrated that startling proposition using simple arithmetic, I took care to speak out against any communist conclusion. In the System of Economic Contradictions, having recalled and confirmed my initial formula, I added another quite contrary one rooted in considerations of quite another order—a formula that could neither destroy the first proposition nor be demolished by it: Property is freedom.... In respect of property, as of all economic factors, harm and abuse cannot be dissevered from the good, any more than debit can from asset in double-entry book-keeping. The one necessarily spawns the other. To seek to do away with the abuses of property, is to destroy the thing itself; just as the striking of a debit from an account is tantamount to striking it from the credit record. | (català) En el meu primer memoràndum, en un assalt frontal a l'ordre establert, vaig dir coses com: La propietat és robatori! La intenció era fer una protesta, posar en relleu, per dir-ho així, la inanitat de les nostres institucions. En aquell moment, aquesta era la meva única preocupació. A més, en el memoràndum en què demostrava aquella proposició sorprenent utilitzant aritmètica simple, vaig tenir cura de pronunciar-me en contra de qualsevol conclusió comunista. En el Sistema de contradiccions econòmiques, després d'haver recordat i confirmat la meva fórmula inicial, n'he afegit una altra força contrària arrelada en consideracions d'un altre ordre —una fórmula que no podia ni destruir la primera proposició ni ser enderrocada per ella: la propietat és llibertat.... Pel que fa a la propietat, com entre tots els factors econòmics, el dany i l'abús no es poden separar del bé, com tampoc el deute d'un actiu en la comptabilitat per partida doble. L'un genera necessàriament l'altre. Pretendre acabar amb els abusos de la propietat, és destruir la cosa mateixa; de la mateixa manera que cancel·lar un dèbit d'un compte equival a eliminar-lo del registre de crèdit. | » |

## Frases semblants

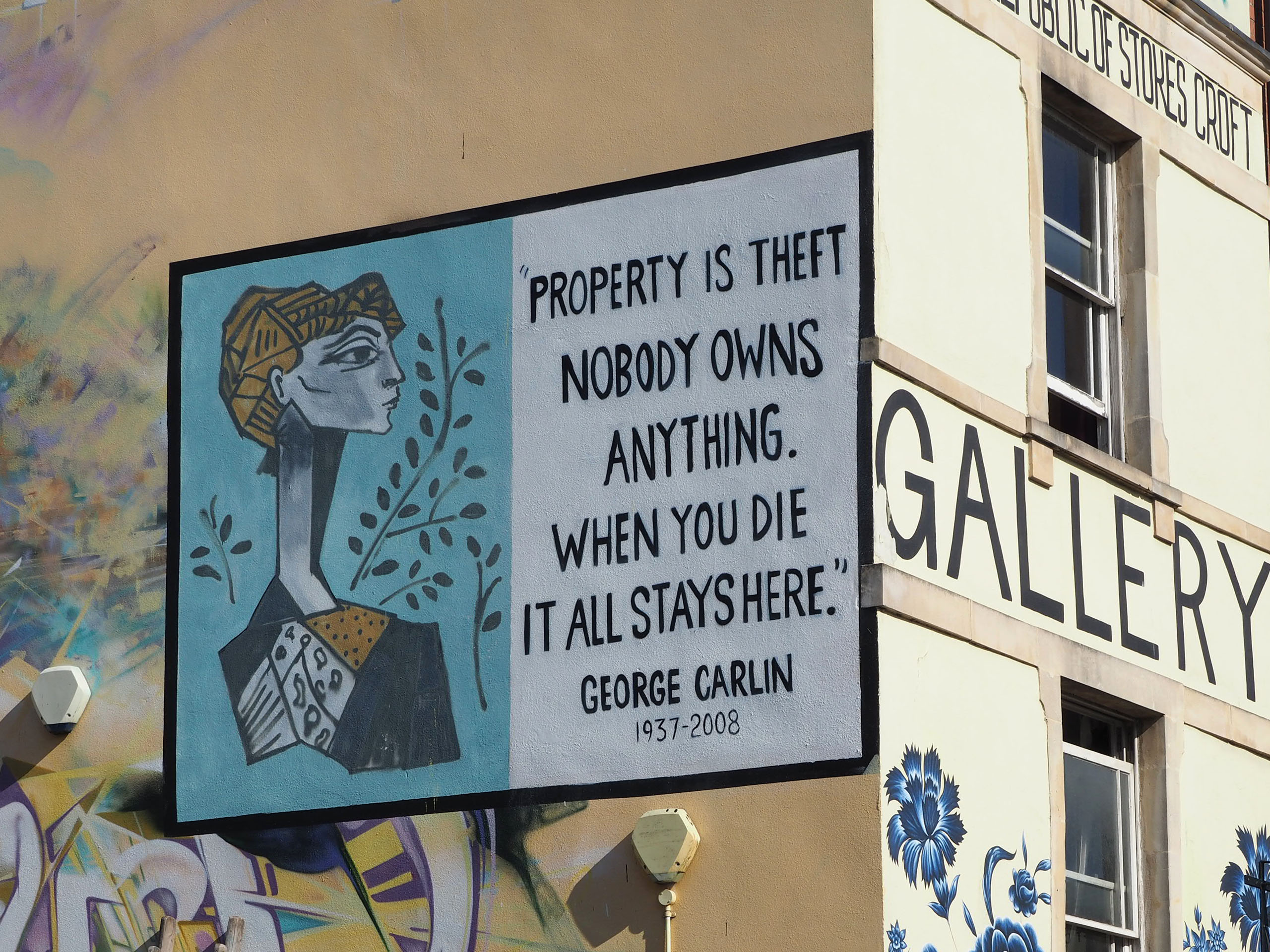
Mural a Bristol Walk amb la frase "La propietat és robatori".

Jacques Pierre Brissot havia escrit anteriorment, a les seves investigacions filosòfiques sobre el dret de propietat (Recherches philosophiques sur le droit de propriété et le vol), "La propietat exclusiva és un robatori a la natura". Més tard, en una carta de 1865 a un contemporani, Marx escriuria que Proudhon havia pres l'eslògan de Warville (nom assumit per Brissot, on s'entén que "Warville" és un altre nom de "Brissot⁣"; vegeu, per exemple, Jean Pierre Brissot de Warville), encara que això és impugnat per una beca posterior.
La frase també apareix el 1797 al text del marquès de Sade L'Histoire de Juliette: "Traçant el dret de propietat fins a la seva font, s'arriba infal·liblement a la usurpació. Tanmateix, el robatori només es castiga perquè vulnera el dret de propietat; però aquest dret no és en origen sinó robatori".
Frases semblants també apareixen a les obres d'sant Ambrosi, que ensenyava que superfluum quod tenes tu furaris (la propietat supèrflua que tens t'ha robat) i Basilio de Cesarea (Ascètes, 34, 1–2).
Jean-Jacques Rousseau va fer el mateix punt general quan va escriure: "El primer home que, després d'haver tancat un tros de terra, es va pensar a dir: 'Això és meu' i va trobar gent prou senzilla per creure'l, va ser el veritable fundador de De quants crims, guerres i assassinats, de quants horrors i desgràcies ningú no hauria salvat la humanitat, tirant les estaques o omplint la séquia i cridant als seus companys: Compte amb escoltar això. Impostor, estàs desfet si una vegada oblides que els fruits de la terra ens pertanyen a tots i la terra mateixa a ningú".
El marxista irlandès James Connolly es va referir al moviment socialista com el "Gran moviment antirobatori del segle XX".
S'atribueix al còmic George Carlin (1937-2008) referint-se a la propietat la frase:
| « | (anglès) Property is theft nobody owns anything. When you die, it all stays here. | (català) La propietat és un robatori, ningú no posseeix res. Quan et mors, tot resta aquí. | » |

## Crítica
Karl Marx, tot i que inicialment favorable a l'obra de Proudhon, va criticar més tard, entre altres coses, l'expressió "la propietat és robatori" com a autorefuta i innecessàriament confusa, escrivint que "robatori com a violació forçosa de la propietat pressuposa l'existència de la propietat". I condemnant Proudhon per enredar-se en "tota mena de fantasies, obscures fins i tot per a ell, sobre la veritable propietat burgesa".
Max Stirner va ser molt crític amb Proudhon, i a la seva obra, L'ego i el seu propi, va fer la mateixa crítica a l'expressió de Proudhon davant Marx, preguntant-se: "¿És possible el concepte "robatori" a menys que es permeti la validesa del concepte "propietat"? Com es pot robar si la propietat encara no existeix?... En conseqüència, la propietat no és robatori, sinó que un robatori només es fa possible a través de la propietat".